# Michael Baillie, 3. Baron Burton
Michael Evan Victor Baillie, 3. Baron Burton (* 27. Juni 1924; † 30. Mai 2013 in Inverness) war ein britischer Peer und Politiker der Conservative Party.

## Leben

### Familie und Ausbildung
Michael Baillie wurde als ältester Sohn von Brigadier Hon. George Evan Michael Baillie (1894–1941) und dessen Ehefrau, Lady Maud Louisa Emma Cavendish (1896–1975), geboren. Baillie erbte 1962 beim Tod seiner Großmutter väterlicherseits den Titel des Baron Burton, of Burton-on-Trent and of Rangemore in the County of Stafford, der 1897 in der Peerage of the United Kingdom geschaffen worden war.
Er besuchte das Eton College in Berkshire; dort war er Mitglied des Box-Clubs. Nach seinem Abschluss trat er als Offizier der Scots Guards in die British Army ein. Er kämpfte im Zweiten Weltkrieg und erreichte 1943 den Rang eines Lieutenants der Scots Guards erreichte. 1949 wurde er als Lieutenant zu den Lovat Scouts (Territorial Army) versetzt.

### Großgrundbesitzer
Baillie war Großgrundbesitzer und Landwirt. Aus dem Nachlass seiner Großmutter besaß er umfangreiche Ländereien im englischen Staffordshire (mit dem Familiensitz The Gables in Rangemore bei Burton upon Trent) sowie in den schottischen Highlands (insbesondere bei Dochfour (mit dem Anwesen Dochfour House), Cluanie, Glen Shiel und Glen Quoich). Er gehörte dadurch zu den reichsten Großgrundbesitzern in Schottland; im Jahr 1967 umfassten seine Besitzungen 38.000 Morgen Land. Mit dem Erbe ging auch die Bass Brewery in Burton upon Trent, eine bedeutende Bierbrauerei, auf ihn über.  
Daneben engagierte sich Baillie in der Kommunalpolitik. Er war Ratsmitglied (Councillor) im Inverness County Council (1948–1975), später dann im Inverness District Council (1984–1992). 
Baillie war ein entschiedener Gegner einer Landreform. Er war Vorstand (Executive) der Scottish Landowners Federation (1963–1992). Seinen Grundbesitz verteidigte er mit der Attitüde eines traditionellen schottischen Lords der Highlands. Mehrfach war er in polizeiliche und gerichtliche Untersuchungen verwickelt, da er unliebsame Besucher teilweise auch mit Drohungen und Gewalt von seinem Anwesen vertrieb. 1964 wurde er zu einer Geldstrafe von 20 Pfund verurteilt. Baillie hatte einem Mitarbeiter einer lokalen Autowerkstatt, der Baillies Wagen in der Nähe des Familienanwesens unerlaubt begutachtet hatte, die Motorhaube in den Handrücken gerammt. Darauf angesprochen, erklärte er, er sei erstaunt darüber, dass der Werkstattmitarbeiter verletzt sei. 1992 wurde er wegen Landfriedensbruchs und Ruhestörung verurteilt. Er hatte in der Nähe von Inverness durch lautes Schreien eine Frau von einer Privatstraße, die in seinem Besitz stand, vertrieben. Den Vorwurf bestritt Baillie mit dem Argument, er habe nun einmal eine laute Stimme. Des Weiteren hatte er eine Auseinandersetzung mit einem Lastwagenfahrer, der die Einfahrt zu seinem Anwesen versperrte.  
Baillie gilt als Vorbild für die Figur des Patriarchen in der BBC-Fernsehserie Monarch of the Glen; seine Rolle verkörperte der Schauspieler Richard Briers.
Er sprach sich gegen den Umzug der Hauptgeschäftsstelle von Scottish Natural Heritage an den Standort Craig Dunain in Inverness aus, d. h. der Behörde, die für den Erhalt von Schottlands Naturerbe verantwortlich ist. Auch wandte sich Baillie gegen die Zerstörung der traditionellen Lachsgründe durch illegales Fischen, insbesondere durch Ausflügler aus den Städten. Er gehörte zu den Befürwortern des vierspurigen Ausbaus der A9, des Highland Highway, um die Anzahl von tödlichen Unfällen zu verringern.

## Mitgliedschaft im House of Lords
Mit dem Erbe des Titels des Baron Burton wurde Baillie nach dem Ableben seiner Großmutter Nellie Melles, 2. Baroness Burton am 28. Mai 1962 Mitglied des House of Lords. In House of Lords saß er für die Conservative Party. Seine Antrittsrede hielt er am 11. Juni 1964.
Er war im House of Lords in verschiedenen Ausschüssen tätig. 1965 sprach er sich im House of Lords gegen die von der Labour-Regierung eingebrachte Highlands and Islands (Development) Bill aus. 1970 warf er der Regierung vor, gesetzgebungstechnisch zu wenig gegen die Ausrottung der Brucellose zu unternehmen, an der auch seine Frau und seine Tochter erkrankt waren. Ende der 1970er Jahre wandte er sich gegen ein eigenständiges und unabhängiges Schottisches Parlament. Nach seiner Auffassung würde jede Form der Selbstverwaltung schlussendlich in die Hände schottischer Nationalisten fallen.  
Im Hansard sind Wortbeiträge Baillies aus den Jahren von 1964 bis 1999 dokumentiert. Im November 1999 meldete er sich im House of Lords zuletzt zu Wort. Seine Mitgliedschaft im House of Lords endete 1999 durch den House of Lords Act 1999. Den Zwangsausschluss nahm er mit Enttäuschung zur Kenntnis.

## Ehrungen und Auszeichnungen
Zwischen 1961 und 1975 übte er das Amt des Friedensrichters in Inverness-shire aus. Er war von 1963 bis 1965 Deputy Lieutenant von Inverness-shire.
Er war von 1994 bis 2000 Großmeister (Grand Master Mason) der Großloge der Freimaurer Schottlands (Grand Lodge of Antient, Free and Accepted Masons of Scotland).

## Privates
Baillie war insgesamt zweimal verheiratet. Am 28. April 1948 heiratete er seine Großcousine Elizabeth Ursula Foster Wise († 1993), die Tochter von Captain Anthony Forster Wise. Die Ehe wurde 1977 geschieden. Aus der Ehe gingen sechs Kinder hervor, zwei Söhne und vier Töchter. 1978 heiratete er in zweiter Ehe Coralie Denise Cliffe; deren Familie stammte aus der Provinz Natal, Südafrika. Mit seiner zweiten Ehefrau lebte er auf dem Familienanwesen in Dochfour in der Nähe der Dochgarroch Lodge, unweit des Loch Ness. Zu seinen privaten Interessengebieten zählten die Jagd (Pirschjagd) und Fischen. Seine zweite Ehefrau teilte diese Hobbys mit ihm. 
Baillie starb im Alter von 88 Jahren nach langer Krankheit. Die letzten Wochen lebte er im Highview House Nursing Home, einem Alten- und Pflegeheim, in Inverness, wo er auch starb.
Titelerbe als 4. Baron Burton wurde sein ältester Sohn, Evan Michael Ronald Baillie (* 1949); dieser lebt in Australien. 